# 96街車站 (IRT萊辛頓大道線)
96街車站（英語：96th Street station）是紐約地鐵IRT萊辛頓大道線一個慢車地鐵站，位於曼哈頓卡內基山與東哈萊姆萊辛頓大道及96街交界，設有4號線（僅深夜停站）、6號線（任何時候停站）列車服務，而繁忙時段的尖峰方向還有開行<6>列車。

## 車站結構
| Ground   | 街道層   | 出入口                                                          |
| 夾層     | 夾層     | 閘機、車站詢問處、Metrocard自動售票機                           |
| 月台層   | 側式月台 | 側式月台                                                        |
| 月台層   | 北行慢車 | ← 往佩勒姆灣公園或帕克徹斯特 (103街) ← 深夜時往伍德羅恩 (103街) |
| 月台層   | 南行慢車 | → 往布魯克林大橋-市政府 (86街) → → 深夜時往新地段大道 (86街) →  |
| 月台層   | 側式月台 |                                                                 |
| 快車軌道 | 北行快車 | ← 不停靠                                                        |
| 快車軌道 | 南行快車 | → 不停靠 →                                                      |

此站設有兩個側式月台和兩條軌道。萊辛頓大道線的快車軌道在車站下方通過，站內無法看見。此站設有跨線橋。另外，兩個月台都設有下層快車軌道的緊急出口。

## 外部連結
- nycsubway.org—IRT East Side Line: 96th Street
- nycsubway.org — City Suite Artwork by Laura Bradley (1994)（页面存档备份，存于）
- Station Reporter — 4 Train
- Station Reporter — 6 Train
- MTA's Arts For Transit — 96th Street (IRT Lexington Avenue Line)
- 96th Street entrance from Google Maps Street View（页面存档备份，存于）
- Platforms from Google Maps Street View （页面存档备份，存于）